# Flugunfall Yukla 27
Der Flugunfall Yukla 27 ereignete sich am 22. September 1995. An diesem Tag stürzte eine Boeing E-3(B) Sentry der United States Air Force kurz nach dem Start von der Elmendorf Air Force Base zu Boden, wobei alle 24 Insassen an Bord starben. Es wird vermutet, dass die Maschine mit einem Schwarm Gänse kollidiert war.

## Maschine
Bei der betroffenen Maschine handelte es sich um eine auf der Boeing 707-300B basierende Boeing E-3B Sentry mit der Werknummer 21554 und der Modellseriennummer 933, die 1978 auf dem Boeing Field in Everett, Washington endmontiert wurde. Der Erstflug erfolgte am 5. Juli 1978. Die Maschine wurde am 19. Januar 1979 an die United States Air Force ausgeliefert, die sie mit dem militärischen Luftfahrzeugkennzeichen 77-0354 zuließ. Sie gehörte dort der 962nd Airborne Air Control Sqn, 3rd Wing an. Das militärische Radarüberwachungsflugzeug war mit vier Mantelstromtriebwerken des Typs Pratt & Whitney JT3D (TF33-100A) ausgestattet.

## Insassen
Es befand sich eine 24-köpfige Besatzung an Bord, bestehend aus 23 US-Amerikanern und einem Kanadier.

## Unfallhergang
Mit der Maschine sollte an diesem Tag eine sechsstündige Trainingsmission geflogen werden. Die Maschine reihte sich um 7:43 Uhr am Startpunkt der Startbahn 05 ein, als kurz vor ihr eine Lockheed C-130 Hercules startete. Die Hercules schreckte am Ende der Startbahn einen Schwarm Kanadagänse auf. Die Flugsicherung setzte die Besatzung der Boeing darüber nicht in Kenntnis. Um 7:45 Uhr wurde dieser die Startfreigabe erteilt und die Piloten gaben vollen Schub für den Startlauf. Als die Maschine rotierte, explodierte Triebwerk Nr. 2, zeitgleich fiel auch Triebwerk Nr. 1 aus. Die Piloten flogen daraufhin in einem flachen Winkel eine Linkskurve und begannen, Treibstoff abzulassen. Die Maschine erreichte eine maximale Flughöhe von 250 Fuß und begann dann zu sinken. Sie schlug um 7:47 Uhr in weniger als einer Meile Entfernung von der Luftwaffenbasis in einem hügeligen und bewaldeten Gebiet auf, brach auseinander, explodierte und brannte aus. Alle 24 Insassen kamen dabei ums Leben.

## Ursache
An der Unfallstelle wurden zahlreiche tote Kanadagänse aufgefunden. Es wurde festgestellt, dass sich Vögel dieser Gattung beim Start der Lockheed C-130 Hercules auf oder neben der Startbahn befunden hatten. Die Hercules habe bei dem Start den Schwarm aufgeschreckt. Die Flugsicherung habe die Besatzung der Boeing darüber nicht in Kenntnis gesetzt, sondern umgehend Startfreigabe erteilt.
Die Ermittler konnten feststellen, dass, als die Maschine rotierte, zahlreiche Kanadagänse in die Triebwerke Nr. 1 (links außen) und 2 (links innen) eingesogen wurden. Dies führte zu den Triebwerksschäden beim Start.